# Коммунистическая партия Таиланда
Коммунистическая партия Таиланда (тайск. พรรคคอมมิวนิสต์แห่งประเทศไทย, Пак коммиунист хэнг пратеттай; сокращённо КПТ, тайск. พคท — коммунистическая партия, действовавшая в Таиланде с 1942 года по начало 1990-х годов.

## История
Коммунистическая партия Таиланда основана в 1928 году, однако впоследствии распалась на отдельные группы.
Партия была основана как Коммунистическая партия Сиама на нелегальном 1-м съезде 1 декабря 1942 года на базе подпольных марксистских групп.
В годы Второй мировой войны 1939—1945 активно участвовала в вооружённой борьбе против японских оккупационных войск.
В 1946 году вышла из подполья, начала издание газеты «Махачон». В ходе парламентских выборов три члена КПТ были избраны депутатами Парламента Таиланда. Секретарь ТКП получил пост в правительстве страны.
В 1947 году после государственного переворота КПТ снова ушла в подполье, сделав ставку на вооружённую борьбу. Партия выступала против правившего режима и деятельности иностранного империализма в стране. Партия развернула вещание собственного радио «Сианг Конг Прачачон Тай» («Голос таиландского народа»).
В 1951 году коммунисты развернули активную пропаганду в деревне. Помимо КПТ в стране действовала Коммунистическая Партия Малакки и ряд отдельных марксистско-ленинских групп.
В начале 1960-х годов правительство Таиланда развернуло репрессии против коммунистов: в ходе кампании 1961—1962 годов ряд коммунистов были арестованы и расстреляны. В 1965 году создан Объединённый патриотический фронт, выросший из Движения за независимость Таиланда. К концу 1960-х годов компартия Таиланда занимает руководящие позиции во фронте.
1 января 1965 года КПТ стала инициатором создания Народно-освободительной армии Таиланда, проводившей партизанскую войну против армии и полиции Таиланда. 5 августа 1965 года состоялась первая вооружённая атака коммунистов на тайские власти в северо-восточном Таиланде, в результате чего в Корате было убито значительное число полицейских. 7 августа 1965 года вооружённые силы КПТ начали развёртывание действий в горах Пхупон. В стране начинается охота за коммунистами, в результате чего большинство активистов компартии уходят из городов в леса. Гражданская война принимает международный характер: начинаются столкновения между тайской армией и отрядами Коммунистической партии Малайи на юге Таиланда. В 1969 году было создано Верховное командование Народно-освободительной армии Таиланда. В эти годы Компартия принимает маоизм как основную стратегическую линию. С 1966 года начинается вещание радиостанции «Голос Таиланда», расположенной в Китае.
В 1966 году под Удон Тани в северо-восточном Таиланде было сформировано альтернативное коммунистическое правительство. В 1969 году создан Национальный Студенческий центр Таиланда, союзный КПТ. При его влиянии в октябре 1971 года начались студенческие волнения, для подавления которых премьер-министр Таном Киттикачорн совершает государственный переворот.
В 1971 году КПТ принимает решение о создании военных деревень для защиты освобождённых территорий. С 1972 коммунисты усиливают активность на севере Таиланда. Улучшается и экипировка партизанской армии: для атак на военные базы правительственных войск используются даже вертолёты.
С 1967 года контрповстанческие операции специальных полицейских отрядов проходят под руководством специального оперативного командования внутренней безопасности, образованного в составе министерства обороны Таиланда. Чисто военные методы вызвали приток сил к повстанцам. КПТ ориентируется на Китай, что рождает лозунги «окружения города деревней», «винтовка рождает власть». КПТ стало опираться на нацменьшинства. В 1976 году численность повстанцев достигает 9 тысяч человек и они контролировади 9 % территории страны. Потери правительственных войск доходят до 500 человек в год. Больше половины акций КПТ осуществляла в северо-восточной зоне, сотрудничая с малайскими коммунистами на границей Таиланда с Малайзией. В 1980 году численность повстанцев достигает уже 12 тысяч человек.
В 1981 году группа генералов предложила новую доктрину национальной безопасности, которая была принята. С этого момента политика правительства Таиланда по отношению к нацменьшинствам изменилась: стали выдаваться субсидии на выращивание сельскохозяйственных культур и проводится консультирование, обеспечение техникой. Дело в том, что ранее правительство запретило выращивать опиумный мак как дешевый и единственный источник дохода горных племен. Централизм и коллективизация среди крестьян оттолкнула от повстанцев основную массу собственно тайского крестьянского населения. К 1982—1983 годах резкое улучшение обстановки. В 1985 году до 2 тысяч повстанцев, в основном, на северо-востоке.
Опасаясь вторжения вьетнамских войск, Таиланд сошёлся с Китаем на условии, что он предоставит убежище красным кхмерам в обмен на прекращении китайской помощи Компартии Таиланда, ведущей партизанскую войну в стране.
В начале 1990-х годов с окончанием Холодной войны, распадом СССР и мировой социалистической системы деятельность КПТ сходит на нет, и она исчезает с политической сцены. Доподлинно неизвестно, что произошло с партией; формально она числится запрещённой и по сей день.

## Руководители КПТ
- Сукотаи, Пичит На (Чусовлим, Файя ангкасингх) — лидер КПТ с 1942
- Вонгвинат, Прасонг (Нопакун, Сонг) — лидер КПТ с 1952
- Чуланонт, Пхайом («Кхамтан») — генеральный секретарь КПТ 1950—1970-е гг.
- Ваннангам, Чароэн (Митр Саманант, «товарищ Саманан») — лидер КПТ с 1961
- Таньяпайбун, Прача (Чемсири, Тонг) — лидер КПТ с 1982.